# Oberdorf-Spachbach
Oberdorf-Spachbach település Franciaországban, Bas-Rhin megyében. Lakosainak száma 423 fő (2022. január 1.). Oberdorf-Spachbach Dieffenbach-lès-Wœrth, Gœrsdorf, Gunstett és Wœrth községekkel határos.

## Népesség
A település népességének változása:
| Lakosok száma | 364  | 366  | 372  | 363  | 377  | 390  | 404  | 411  | 423  |
|               | 2013 | 2015 | 2016 | 2017 | 2018 | 2019 | 2020 | 2021 | 2022 |